# Monticola brevipes
Monticola brevipes е вид птица от семейство Muscicapidae.

## Разпространение
Видът е разпространен в Ангола, Ботсвана, Намибия и Южна Африка.